# Caza anual de delfines en Taiji
La caza anual de delfines en Taiji, Japón, tiene lugar cada año entre los meses de septiembre a abril. Según la Agencia de Investigación de Pesca japonesa, 1.623 delfines fueron capturados en la Prefectura de Wakayama en el año 2007 para el consumo humano o la venta a delfinarios. La mayoría de ellos fueron capturados en el Taiji. La caza anual de delfines es una fuente de ingresos para los residentes locales, pero ha recibido una condena mundial, tanto por la crueldad de la matanza de delfines como por los altos niveles de mercurio de la carne de delfín.

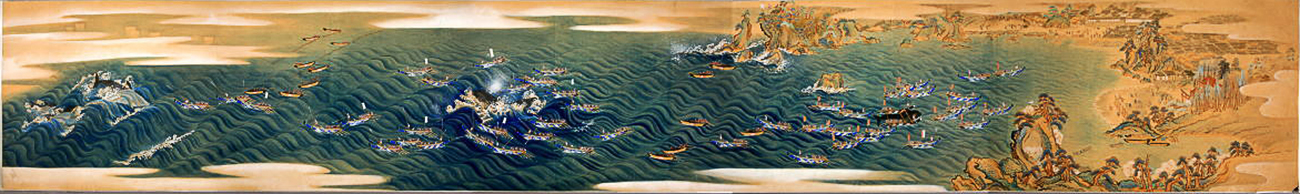
Caza tradicional de cetáceos en Taiji. (Pintura del periodo Edo).

## Historia
Los residentes de Taiji han refinado las técnicas de caza de ballenas y han tenido importantes operaciones en esta actividad desde el siglo XVII. Llegó a ser conocido como un centro de caza de ballenas en 1675. La caza de delfines con fines comerciales en Taiji continúa en la actualidad. En 2008, 1.484 delfines y ballenas fueron capturadas, este número se eleva en torno a 2400 según estimaciones para el año 2009. En 2015, 23.000 delfines y ballenas fueron capturadas, elevándose año tras año.

## Riesgos para la salud debido al consumo de carne de delfín

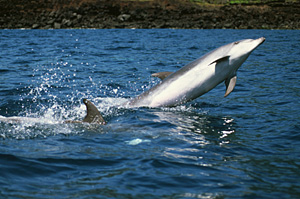
El delfín mular es la especie más apetecida para captura y reventa a delfinarios.

Desde el año 2000, investigadores como Tetsuya Endo (profesor de la Universidad de Ciencias de la Salud de Hokkaido), han encontrado altas concentraciones de mercurio en la carne de ballena y delfín comercializadas en todo Japón. En sus estudios, los residentes de Taiji que comen carne de delfín habían elevado el nivel de mercurio en su organismo según las pruebas de pelo.
Se realizó una investigación por el Instituto Nacional para la Enfermedad de Minamata (NIMD) en el año 2008 para comprobar los niveles de mercurio en 7 piezas de carne de ballena (dos de las cuales provenían de Taiji ). Sus resultados mostraron que la carne de Taiji tenía más de 13ppm de mercurio; más del 65% de los cuales fue el metil-mercurio. Las entrañas de ballena (que también se consumen en la ciudad) tenían una alta concentración de mercurio causada sobre todo por el mercurio inorgánico. 
El Ministerio japonés de Salud emitió advertencias sobre el consumo de algunas especies de peces, ballenas y delfines desde 2003. Se recomienda que los niños y las mujeres embarazadas que eviten comer ellos sobre una base regular.

## Actividades ambientalistas
En 1979, el ambientalista Hardy Jones viajó por primera vez a Taiji para intentar liberar a 200 delfines cabeza de melón que habían sido capturados por los pescadores para la alimentación de los leones en el zoológico Shirahama. En 2003, dos activistas que liberaron a unas ballenas piloto y fueron detenidos por obstrucción a la fuerza de las empresas y de los daños a la propiedad, pasaron 23 días en la cárcel, y fueron puestos en libertad después de pagar multas de 5.000$ y 3.000$ cada uno.
El documental titulado The Cove ("La Cala"), grabó secretamente la matanza sistemática de delfines por los pescadores de Taiji. Toda la actividad siempre protegida por la policía y autoridades japonesas, que en todo momento tratan de impedir, incluso empleando la fuerza y amenazas, cualquier acceso al conocimiento de las además crueles y sangrientas (arpones manuales) artes de pesca que se utilizan. Demostró además de una manera rotunda el consumo de carne de delfín, amparado por las autoridades, etiquetado como carne de ballena, con el gran peligro de ingerir una carne altamente tóxica por contener gran concentración de mercurio debido a que el delfín se encuentra en la cima de la cadena trófica alimenticia, acumulando los metales tóxicos vertidos por el hombre en los mares. Igualmente mostró el cinismo y las maniobras alegales y sin ética de la Delegación de Japón en la CBI con el objetivo de seguir cazando ballenas escudándose en una supuesta cultura y costumbre de su pueblo, hoy inexistente como tal. Para ello "compraban" los votos de países muy pequeños que ni siquiera tienen hábitats de cetáceos en sus territorios. Todo ello bajo el nombre de "caza científica".
Este documental generó gran polémica en el mundo, especialmente en la Comisión Ballenera Internacional  -CBI-. Según el film, se estima que alrededor de 23.000 delfines mueren cada año en Taiji (en contraste a las 1.600 capturas según la Agencia de Investigación de Pesca japonesa).